# I Miss You (album Girl’s Day)
I Miss You (kor.보고싶어; Bogosipeo) – szósty minialbum grupy Girl’s Day, wydany 15 października 2014 roku w formie karty elektronicznej.

## Informacje o albumie
8 października 2014 roku agencja Girl’s Day ujawniła, że minialbum grupy zostanie wydany w formie karty elektronicznej, reklamowanej jako pierwsza na świecie. Karta zawiera utwór tytułowy wraz z czterema wcześniej wydanymi piosenkami. Do albumu wymagany był smartfon obsługujący komunikacje bliskiego zasięgu (NFC), aby uzyskać dostęp do zawartości za pośrednictwem Kihno. Teledysk do głównego utworu został wydany 15 października 2014 roku.

## Lista utworów
| Nr | Tytuł                                  | Słowa                        | Muzyka                        | Czas |
| -- | -------------------------------------- | ---------------------------- | ----------------------------- | ---- |
| 1. | „I Miss You” (kor. 보고싶어 Bogosipeo) | Duble Sidekick               | Duble Sidekick                | 3:37 |
| 2. | „Look At Me”                           | Duble Sidekick, Tenjo, Tasko | Duble Sidekick, Tenjo, Tasko  | 3:40 |
| 3. | „Show You”                             | Duble Sidekick               | Duble Sidekick                | 4:01 |
| 4. | „I Don’t Mind”                         | Girl's Day, Kang Jeon-myung  | Gregg Pagani, 1023Productions | 4:48 |
| 5. | „White Day”                            | Nam Ki-sang, Daniel R.       | Nam Ki-sang, Radio Galaxy     | 3:07 |